# Warren (Massachusetts)
Warren – miejscowość w hrabstwie Worcester, w stanie Massachusetts, USA.
w skład Warren wchodzą cztery wsie: Center Village, West Warren, Lower Village, South Warren.

## Religia
- Parafia św. Stanisława Biskupa i Męczennika